# René Osei Kofi
René Osei Kofi (Amsterdam, 31 december 1991) is een Ghanees-Nederlands voetballer die als verdediger speelt.

## Biografie
Osei Kofi begon met voetballen bij AVV Zeeburgia en kwam in 2007 in de jeugdopleiding van AFC Ajax. In 2008 tekende hij als B-junior een contract tot medio 2011 bij Ajax. Hij bleef eerst in de A2 spelen en in de zomer van 2010 schoof hij door naar Jong Ajax. In het kader van het samenwerkingsverband tussen Ajax en Almere City FC speelt Osei Kofi in het seizoen 2010/11 op huurbasis in de Eerste divisie. Hij debuteerde op 13 augustus 2010 in de thuiswedstrijd tegen RBC Roosendaal.
Op 10 november 2010 werd de huurovereenkomst tussen Ajax en Almere City per direct beëindigd na een incident tussen Osei Kofi en medespeler Christian Gandu in de kleedkamer, waarbij Osei Kofi een pistool tegen het hoofd van Gandu zou hebben gezet. Op 12 november werd hij door Ajax op staande voet ontslagen vanwege wangedrag.
Osei Kofi liep hierna stage in Engeland bij Birmingham City en Crystal Palace FC maar kreeg geen contract aangeboden. In maart 2012 tekende hij bij de Spaanse club CD Comarca de Níjar die uitkomt in de Tercera División. In het seizoen 2012/13 speelde hij voor Haaglandia in de Topklasse. Hij maakte het seizoen af bij FK Drita Bogovinje in Macedonië. In juni 2013 tekende hij voor een seizoen bij Aris Limassol op Cyprus. Vervolgens zat hij enkele jaren zonder club. In oktober 2017 verbond Osei Kofi zich na een stage aan Chorley dat uitkomt in de National League North. Hij verliet de club na één optreden. Medio 2021 ging hij naar SV TEC in de Tweede divisie maar hij verliet de club na een half jaar. Medio 2021 ging hij bij FC Amsterdam spelen. In januari 2022 verbond hij zich aan het Italiaanse ASD Policoro dat uitkomt in de Eccellenza Basilicata. In februari 2022 ging hij echter in Duitsland voor DJK TuS Hordel in de Westfalenliga spelen. Daar debuteerde hij op 13 februari als aanvaller in de uitwedstrijd bij FC Borussia Dröschede en scoorde de 3-3 wat de eindstand werd. Hij scoorde in 13 competitieduels 9 doelpunten. In september 2022 sloot hij aan bij het Engelse Bamber Bridge FC in de Northern Premier League maar hij verliet de club eind september alweer zonder in dat hij in actie kwam. Nadat hij bijna een jaar zonder club zat, sloot hij in september 2023 aan bij SV Wilhelmshaven. Op 24 september speelde hij in de uitwedstrijd tegen FC Schüttorf 09 in de Landesliga Weser-Ems als invaller direct na rust zijn enige wedstrijd. Eind 2023 verliet hij de club.

## Clubstatistieken
| Seizoen   | Club                | Land               | Competitie               | Duels | Goals |
| --------- | ------------------- | ------------------ | ------------------------ | ----- | ----- |
| 2010-2011 | Almere City FC      | Vlag van Nederland | Eerste divisie           | 8     | 0     |
| 2011-2012 | CD Comarca de Níjar | Vlag van Spanje    | Tercera División groep 9 |       |       |